# إيمانويل ديفو
إيمانويل ديفو (ولد يوم 15 افريل سنة 1956 في باريس) هو مدرس وباحث فرنسي وعالم أنثروبولوجيا. يشغل منصب مدير الدراسات في كلية الدراسات المتقدمة في العلوم الاجتماعية، وهو متخصص في الأنثروبولوجيا البنيوية الأمريكية والأوروبية.